# Filth Pig
Filth Pig ist das sechste Studioalbum der US-amerikanischen Industrial-Metal-Band Ministry. Das Album wurde am 30. Januar 1996 veröffentlicht.

## Entstehungsgeschichte
Drogenexzesse und ein umfangreicher Wechsel in der Band-Besetzung gingen dem Entstehungsprozess des Albums voraus. Themen wie die Heroinabhängigkeit des Frontmanns Al Jourgensen bzw. die generellen Drogenprobleme der Band wurden auf dem Album musikalisch verarbeitet.

## Stil
Der noch auf dem Vorgängeralbum Psalm 69: The Way to Succeed and the Way to Suck Eggs umfangreich betriebene Einsatz von Elektronik und Sampling trat bei den Aufnahmen zu Filth Pig völlig in den Hintergrund. Stattdessen liegt das Hauptaugenmerk auf Live-Aufnahmen und tiefer gestimmten Gitarren bei generell monotonerer Instrumentalisierung.

„Das einzige, das wir nicht machen wollten, war ‚bloß ein neues Ministry-Album‘, […] also nur Verzerrer und Echo anschalten, das Tempo tierisch anziehen und fertig. Das fing an, uns zu langweilen. Daher spielten wir diesmal als Band und verwendeten kaum noch Samples. Alle Instrumente sind diesmal tatsächlich von Hand gespielt. Außer einem Spoken-Word-Sample ist nichts gesamplet. Alles handgemacht; die Mundharmonika, das Klavier, Pedal Steel, Orgel – hab ich alles selbst eingespielt. Und das ganze Schlagzeug ist live.“

Laut Jourgensen wurden zwei Songs direkt beim Proben aufgenommen und anschließend fast unbearbeitet auf das Album genommen.

## Single-Veröffentlichungen
Die Stücke Reload, The Fall sowie das Bob-Dylan-Cover Lay Lady Lay wurden als Singles ausgekoppelt. Lediglich The Fall konnte nennenswerten Erfolg in den Charts verbuchen.

## Titelliste
1. Reload – 2:25 (Jourgensen, Barker)
2. Filth Pig – 6:19 (Jourgensen, Barker)
3. Lava – 6:30 (Jourgensen, Barker)
4. Crumbs – 4:14 (Jourgensen, Barker, Scaccia, Svitek, Washam)
5. Useless – 5:55 (Jourgensen, Barker, Rieflin, Scaccia)
6. Dead Guy – 5:15 (Jourgensen, Barker, Washam)
7. Game Show – 7:45 (Jourgensen, Barker, Scaccia, Svitek, Washam)
8. The Fall – 4:54 (Jourgensen, Balch)
9. Lay Lady Lay – 5:44 (Bob Dylan)
10. Brick Windows – 5:23 (Jourgensen, Barker)

## Kritiken
Robert Müller vom New Rock & Metal Hammer bezeichnete Filth Pig in seiner Kritik zu Skrews Angel Decay XXIII als „Geniestreich“. Sein Kollege Rüdiger Hennecke bezeichnete es in seiner Kritik zu Dark Side of the Spoon als „das mit Abstand sperrigste Album, was jemals von den Chicagoer Weirdos herausgerotzt wurde (und dementsprechend auch höllisch mies verkaufte)“.